# Adama (Éthiopie)
Pour les articles homonymes, voir Adama et Nazareth (homonymie).
Adama (oromo : Adaama ; amharique : አዳማ, Ädama) ou Nazret (amharique : ናዝሬት, Nazret en référence à la ville de la Bible) est la troisième ville d'Éthiopie par sa population. 
Adama a été la capitale de l'État régional Oromia et accueille toujours les réunions de son Parlement.

## Démographie
Comme toutes les villes d'Éthiopie, elle a connu une forte croissance démographique ces dernières années. Selon l'Agence nationale éthiopienne de statistique (Census Statistical Administration), sa population est de 228 623 habitants en 2005, dont 114 225 hommes et 114 368 femmes. Selon les recensements, sa population était de 127 842 habitants en 1994 et 77 237 en 1984.

## Toponymie
L'empereur Hailé Sélassié Ier baptise ou renomme la ville d'après la Nazareth biblique, et ce nom est utilisé durant le XXe siècle. À présent, la ville a officiellement repris son nom en oromifa, Adaama, mais Nazret est toujours très utilisé.

## Géographie
Adama est située au centre de l'Éthiopie, entre la vallée du Grand Rift et un escarpement à l'ouest, à environ une centaine de kilomètres au sud-est d'Addis-Abeba, dans la zone Misraq Shewa, l'une des douze zones de l'État régional Oromia.
Avec ses vents puissants, la plaine d'Adama a été choisie pour construire le parc de production d’énergie éolienne le plus grand du pays (et le plus grand d'Afrique subsaharienne), Adama II, avec 102 turbines générant 153 MW. Le parc éolien Adama I inauguré en 2012 possède une capacité de production de 51 MW.

### Climat
| Mois                              | jan. | fév. | mars | avril | mai  | juin | jui. | août | sep. | oct. | nov. | déc. |
| --------------------------------- | ---- | ---- | ---- | ----- | ---- | ---- | ---- | ---- | ---- | ---- | ---- | ---- |
| Température minimale moyenne (°C) | 11,4 | 12,9 | 14,2 | 15,1  | 14,5 | 15,2 | 12,4 | 15,1 | 14,7 | 12,3 | 10,7 | 10,7 |
| Température moyenne (°C)          | 19,2 | 20,5 | 21,8 | 22,5  | 22,4 | 22,3 | 18,4 | 20,6 | 21   | 20,1 | 18,6 | 18,2 |
| Température maximale moyenne (°C) | 27   | 28,1 | 29,5 | 30    | 30,4 | 29,5 | 24,4 | 26,1 | 27,4 | 27,9 | 26,6 | 25,7 |
| Précipitations (mm)               | 11   | 22   | 45   | 58    | 43   | 74   | 200  | 210  | 102  | 24   | 13   | 6    |

| Diagramme climatique                                  |            |            |          |            |            |             |             |             |            |            |           |
| J                                                     | F          | M          | A        | M          | J          | J           | A           | S           | O          | N          | D         |
| 2711,411                                              | 28,112,922 | 29,514,245 | 3015,158 | 30,414,543 | 29,515,274 | 24,412,4200 | 26,115,1210 | 27,414,7102 | 27,912,324 | 26,610,713 | 25,710,76 |
| Moyennes : • Temp. maxi et mini °C • Précipitation mm |            |            |          |            |            |             |             |             |            |            |           |

## Histoire

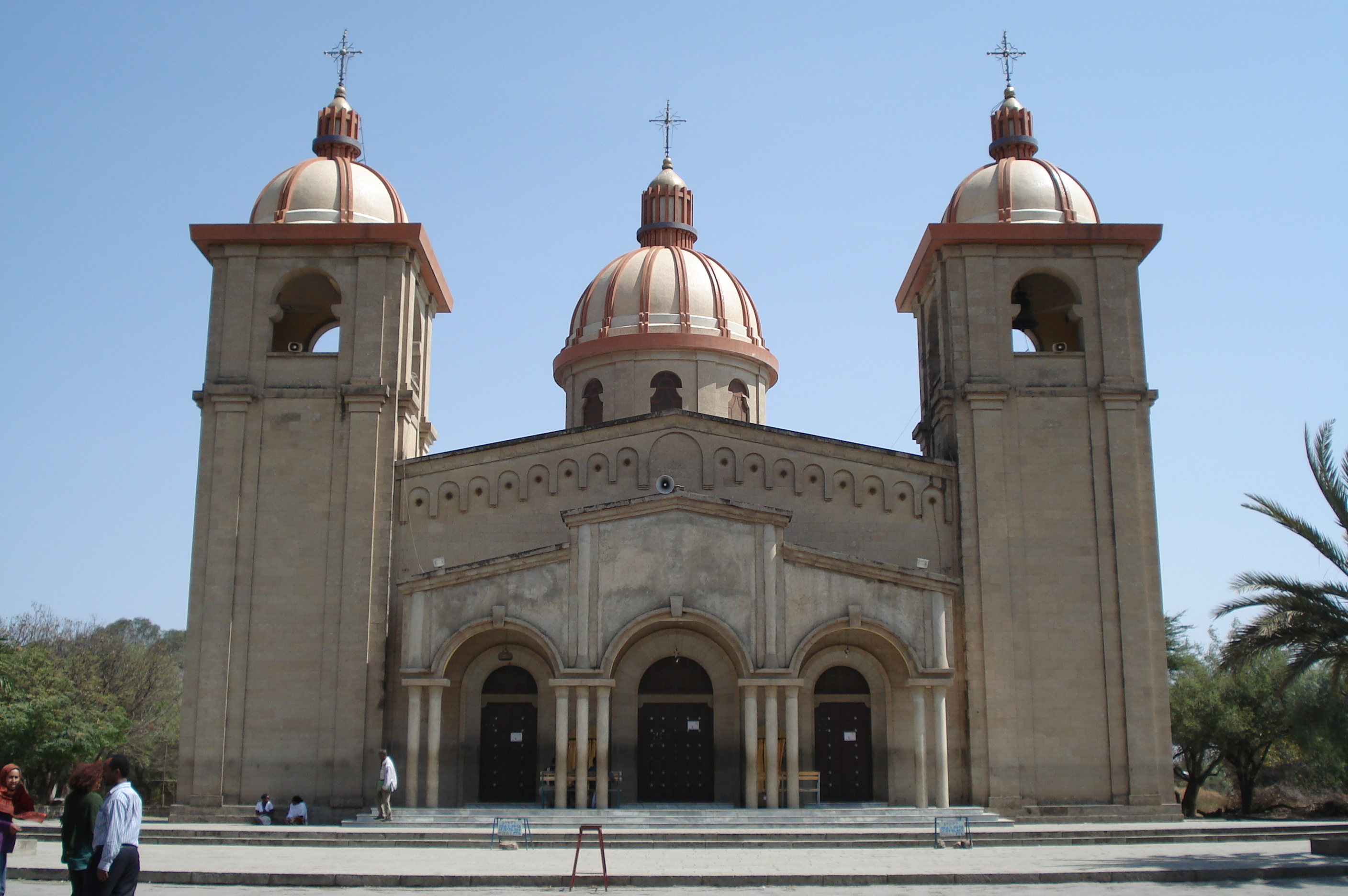
Église éthiopienne orthodoxe Qedest Maryam d'Adama

Malgré sa proximité d'Addis-Abeba (environ 100 km), Adaama est restée une petite ville jusqu'en 1954, principalement liée à la ligne ferroviaire. Son développement s’est accéléré avec l’ouverture de la raffinerie et plantation sucrière de Wàngi sur les rives de l’Awash. En 1960, trois centrales hydroélectriques ont été construites en aval du barrage de Qoqa, favorisant l’irrigation et les investissements agricoles. En 1967, les Suédois en charge de l’unité de développement agricole de Calalo établirent leur base à Adaama, jusqu’à leur départ en 1986 pour protester contre la politique de regroupement forcé des villages (villagization). Lors de la famine de 1984, l’Union européenne y a construit de grands entrepôts pour stocker les céréales importées. Les habitants d’Addis-Abeba y viennent fréquemment pendant la saison des pluies pour son climat plus chaud, ses hôtels et ses sources thermales de Sodare accessibles toute l’année.
En 2004, le gouvernement éthiopien annonce le déplacement de la capitale d'Oromia d'Addis-Abeba à Adama, suscitant une controverse. Les opposants à ce déménagement estiment que le gouvernement éthiopien cherche à effriter l'importance d'Addis Abeda au profit d'Adama. Pour le gouvernement éthiopien, Addis Abeba est «incommode du point de vue du développement de la langue, la culture et l'histoire du peuple Oromo».
Le 10 juin 2005, le parti politique de l'Organisation démocratique des peuples Oromo, membre de la coalition gouvernementale EPRDF, annonce officiellement le retour de la capitale à Finfinnee (nom oromo d'Addis Adeba). Cette annonce s'est produite le lendemain des élections, ce qui entraînent la perte de tous les sièges de la coalition gouvernemental dans le conseil municipal d'Addis Abeba.
Les partis de l'opposition craignent que ce déménagement cherche à inciter les habitants non-Oromos d'Addis Abeba à s'opposer au retour du gouvernement Oromia dans la capitale éthiopienne.

## Économie
En avril 2016, le Chinois Jiangsu Sunshine annonce un investissement de 350 millions de dollars pour la construction dans le parc industriel de la ville d'une usine textile doté d'une capacité de production de 10 millions de mètres de tissu de laine.

## Infrastructures
En août 2015, la Fédération éthiopienne de football annonce la construction d'un stade pouvant accueillir 80 000 visiteurs pour un coût de 82 millions de dollars.

## Transports

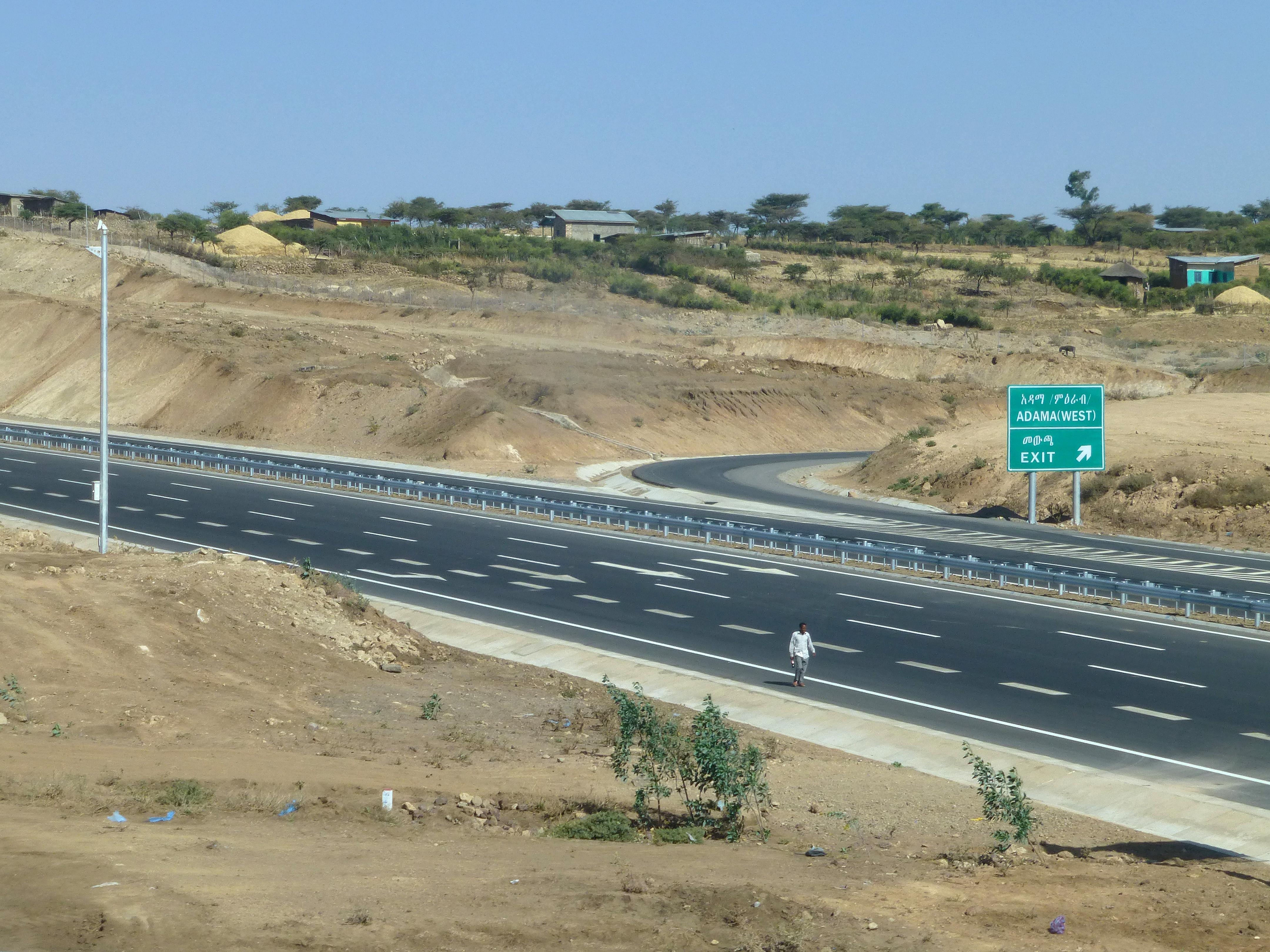
Sortie d'autoroute à Adama

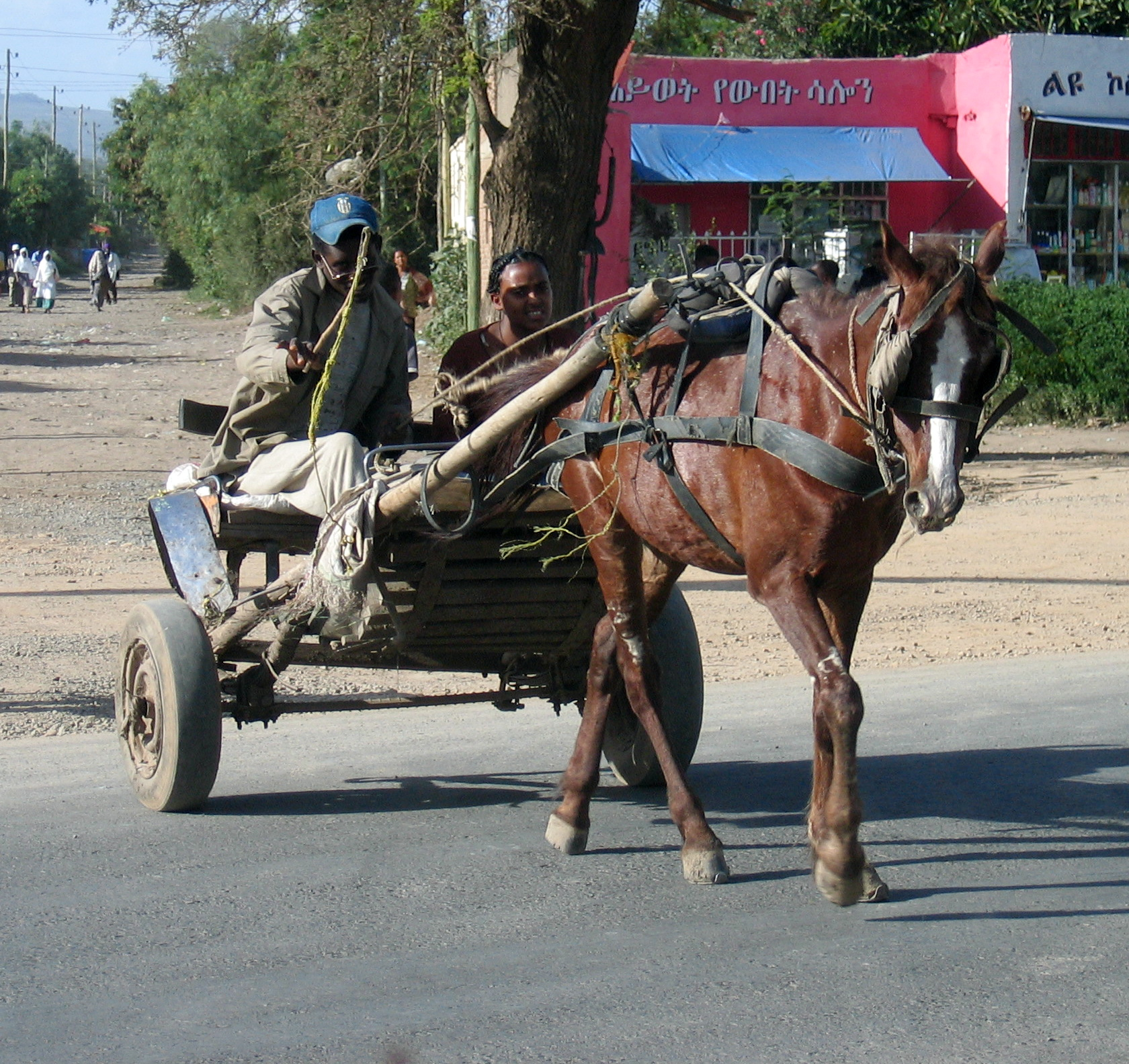
Gari, Véhicule hippomobile sur la route d'Adama reliant Addis-Abeba à Dire Dawa

Adama est un nœud de transports. La ville est située sur la route qui relie Addis-Abeba à Dire Dawa, empruntée par les nombreux camions qui font la navette entre les ports de la mer Rouge (Assab jusqu'en 1998 et Djibouti principalement, mais aussi Berbera) et la capitale.
Depuis 2014, la ville est reliée à Addis-Abeba par une autoroute longue de 84 km. La nouvelle autoroute, d'un coût de 500 millions de dollars, a été en partie financée par la Banque d'exportation et d'importation de Chine et construite par China Communications Construction.
Adama accueillait également une gare du chemin de fer djibouto-éthiopien, située en centre-ville, qui ne fonctionne plus depuis 2008, ainsi qu'une nouvelle gare de ligne d'Addis-Abeba à Djibouti, se trouvant au sud de l'agglomération.
Le trajet en bus d'Addis-Abeba à Adama est d'à peu près 2 heures.

## Éducation
L'université d'Adama est installée dans les locaux de l'ancien Adama Technical Teachers College.